# Бутамират
«Бутамира́т» (лат. Butamiratum) или «Бутамира́та цитра́т» — противокашлевое лекарственное средство, обладающее прямым влиянием на кашлевой центр. Выпускается в виде цитрата.

## Характеристика вещества
Бутамират — бесцветная жидкость со специфическим запахом, практически нерастворима в воде, хорошо растворима в этаноле, ацетоне, эфире. 
Бутамирата цитрат — белые, гигроскопические кристаллы. Молекулярная масса — 499,55.

## Фармакологическое действие
По структуре имеет элементы сходства с апрофеном, этоцином. Оказывает противокашлевое, умеренное бронхорасширяющее, отхаркивающее и противовоспалительное действие, улучшает показатели спирометрии и оксигенацию крови.

## Фармакокинетика
Абсорбция — высокая. TCmax после приёма внутрь в дозе 150 мг — 1,5 ч, Cmax — 6,4 мкг/мл. T½ — 6 ч. Не кумулирует. Выводится почками в виде метаболитов.

## Показания
Сухой кашель любой этиологии: кашель в предоперационный и послеоперационный период, во время проведения хирургических вмешательств, бронхоскопии, коклюш. Применяют при остром и хроническом кашле. Назначают внутрь в виде драже, капель,таблеток или сиропа.

## Противопоказания
Гиперчувствительность, беременность (I триместр), период лактации. Детский возраст до 2 мес — капли, до 3 лет — сироп, до 6 лет — таблетки, до 12 лет — таблетки 50 мг.

## Побочные эффекты
Экзантема, тошнота, диарея, головокружение, аллергические реакции.

### Передозировка
Симптомы: тошнота, рвота, сонливость, диарея, головокружение, снижение артериального давления.

### Лечение
Активированный уголь, солевые слабительные, симптоматическая терапия (по показаниям).

## Особые указания
Больным сахарным диабетом можно назначать препарат, т.к. в качестве подсластителя в сиропе и каплях использован сорбитол и сахарин. Таблетки 50 мг содержат лактозу.